# Pomník slezským legionářům v Těšíně

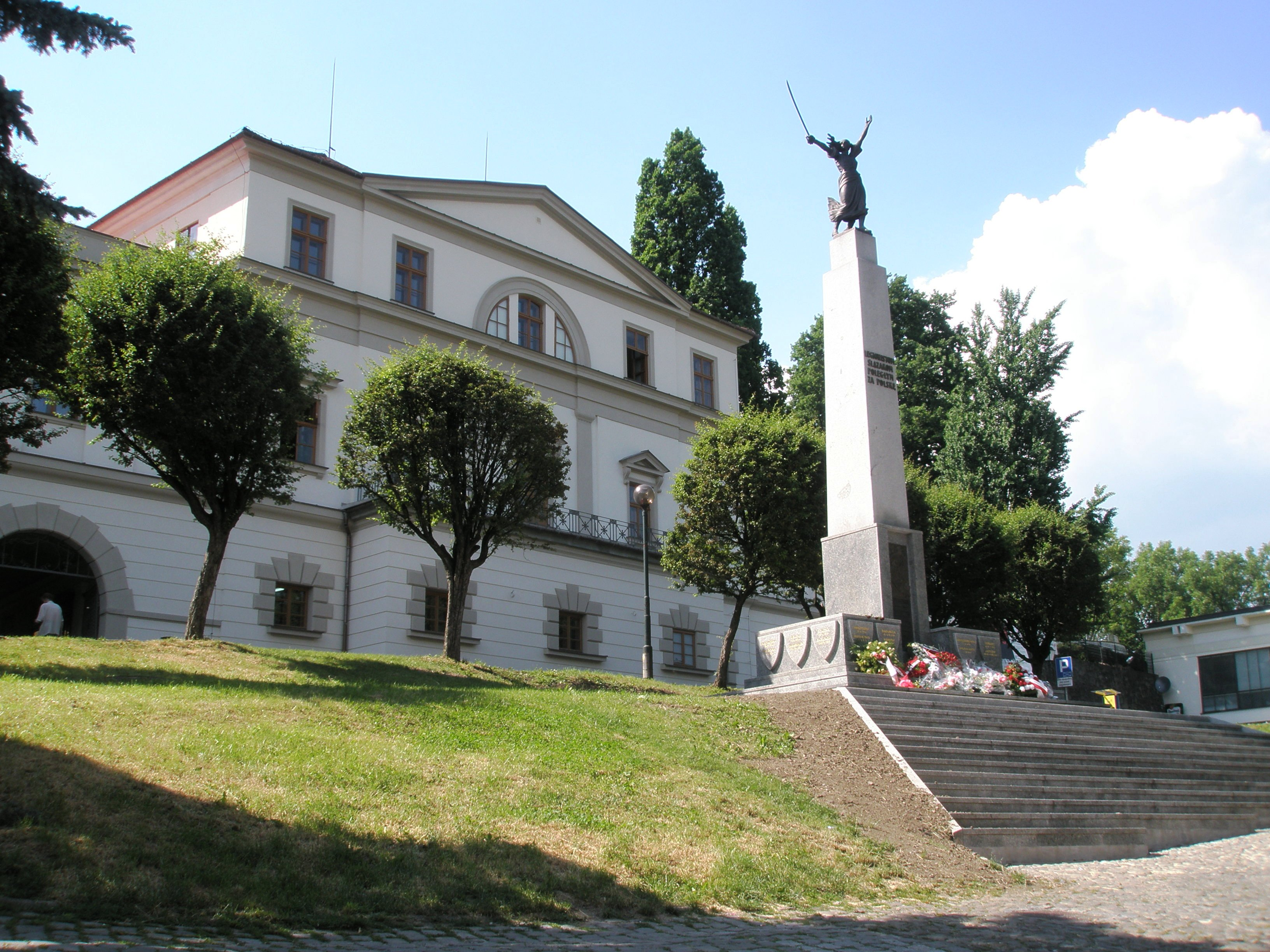
Znovupostavený pomník slezským legionářům v Těšíně

Pomník slezským legionářům v Těšíně, plným názvem Pomník na počest slezských legionářů padlých za Polsko (polsky Pomnik Ku Czci Legionistów Śląskich Poległych za Polskę), Poláky nazývaný též Těšínská niké (polsky Nike cieszyńska) nebo Slezanka (polsky Ślązaczka) je pomník v polském Těšíně, blízko česko-polské hranice na řece Olši. Jeho autorem je Jan Raszka a připomíná padlé vojáky Slezské legie, bojující za první světové války na straně Ústředních mocností. Na vršku pomníku stojí heroina v těšínském kroji a její ruka se šavlí směřuje k české hranici. Na podstavci pomníku jsou v jeho zadní části čtyři kartuše s názvy míst v českém Těšínsku, kde proběhly boje sedmidenní války.

## Dějiny
Pomník byl postaven v roce 1934, ve kterém byl podepsán německo-polský pakt o neútočení a v Polsku byla zorganizována kampaň k 15. výročí sedmidenní války. Po vstupu německé armády do Těšína 1. září 1939 během německo-slovenského útoku na Polsko byl pomník Němci zničen.
V roce 2005 byl pomník obnoven. Vzhledem k dějinným konotacím postavení pomníku, podobě pomníku (na jeho vršku stojí heroina v těšínském kroji a její ruka se šavlí směřuje k české hranici, v zadní části pomníku jsou čtyři kartuše s názvy míst v dnešním Česku, na kterých se bojovalo v sedmidenní válce) a jeho umístění (pomník stojí několik desítek metrů od bývalého hraničního přechodu z polského Těšína do Českého Těšína na mostě Družby), vzbudilo obnovení pomníku na Těšínsku rozruch a v Česku též vyvolalo poslaneckou interpelaci ministra zahraničí.